# Cycloneuralia
Cycloneuralia é um grupo que reúne os filos Kinorhyncha, Loricifera, Nematoda, Nematomorpha e Priapulida. O nome deriva da posição do cérebro ao redor da faringe. O agrupamento é parafilético e por isso não é mais utilizado nas classificações atuais.